# Semana de Kiel
La Semana de Kiel (en alemán: Kieler Woche) es un evento anual de vela y un festival de música que tiene lugar en Kiel, capital del estado de Schleswig-Holstein, al norte de Alemania. Actualmente es considerado el evento de vela más grande del mundo y el festival de verano más grande del Norte de Europa. Debido a su larga y variada historia —se celebra desde finales del siglo XIX—, se ha convertido en una fiesta popular, de las más grandes del país, que atrae cada año a millones de turistas de toda Alemania, como también de los países vecinos y aficionados de todo el mundo.
La faceta deportiva del evento —que recibe también el nombre Kiel Regatta (Regata de Kiel)— ha sido en varias ocasiones uno de los eventos de la Copa del Mundo de Vela, y será un evento principal de su sucesor a partir de 2025, el Grand Slam de Vela.

## Descripción
La Semana de Kiel tiene lugar cada año durante la última semana de junio, y se ha convertido a lo largo de las décadas en todo un volksfest que engloba mucho más que las competiciones de vela. A lo largo de los muelles de las grandes embarcaciones se ha desarrollado un gran festival folclórico, aunque el enfoque del evento siguen siendo las regatas, que atraen a profesionales de todo el mundo. Su organización y gestión son compartidas por el Club de Yates de Kiel, la Asociación de Vela del Norte de Alemania, el Club de Navegación de Hamburgo y el veterano Club Casa del Velero de Wannsee.
En 2012 el festival englobaba unos 2100 eventos, tanto deportivos como musicales, culinarios y de la cultura y tradición locales, contando con actuaciones en vivo de artistas internacionales en 300 conciertos repartidos por 16 escenarios, además de grupos de música locales actuando en escenarios más pequeños. Los tres millones de visitantes disfrutaron de la presencia de numerosas embarcaciones y sus equipos, agrupados en 17 delegaciones de 11 países, con un total de 2500 marineros de 36 nacionalidades. En 2019 ya se contaba con la participación de 5000 marineros, unas 2000 embarcaciones y más de 3,5 millones de visitantes.
La Semana de Kiel se inaugura formalmente el sábado anterior a la última semana de junio con el sonar simultáneo de bocinas de muchos de los barcos atracados en el puerto (y otros puntos de la costa), y paso seguido se da comienzo a la Holstenbummel - la primera vuelta de embarcaciones por la bahía de Kiel. El viernes anterior se realiza la prueba general de sonido en todos los escenarios del festival, con la participación de muchos de los residentes de la ciudad. Ello se debe a que la Semana de Kiel se ha convertido en un importante evento musical.
La mayor parte de las regatas tienen su punto de partida en el Puerto Olímpico de Schilksee, que se convierte en el centro de la mayoría de las actividades deportivas durante la semana. El municipio Schilksee, aun formando parte del área metropolitana de Kiel, se encuentra bastante más al norte del centro de la ciudad, más allá de la salida al mar Báltico del canal del Kiel, y muchas de las competiciones de vela se desarrollan todavía más lejos. Por este motivo, solo un número limitado de regatas, principalmente las de embarcaciones más pequeñas, se pueden seguir en su totalidad desde la costa (o sea, a lo largo del litoral de Kiel).
Durante los días del festival se celebran también competiciones oficiales, que cuentan con la participación de deportistas y equipos de vela nacionales, considerándose un eslabón importante en los preparativos para los títulos olímpicos o mundiales.
El máximo evento del festival es el famoso desfile de los grandes veleros, la Windjammerparade, celebrado el último sábado de la semana festiva, en el que participan más de un centenar de embarcaciones, entre veleros tradicionales (como fragatas) e históricos barcos a vapor, acompañados por decenas de yates de vela de distintos tamaños. Otro foco de interés son los barcos-escuela atracados a lo largo del Tirpitzmole (muelle de Tirpitz), que ofrecen al público una «semana de puertas abiertas» (Open Ship) con tours guiados y talleres. 
La Kieler Woche es también el escenario de la entrega del anual Premio de la Economía Mundial, que desde 2005 se reparte conjuntamente por el Instituto de Economía Mundial, la Cámara de Comercio e Industria de Kiel y la ciudad de Kiel.
La semana se clausura el domingo a las 11 de la mañana con el tradicional gran espectáculo pirotécnico, el Sternenzauber über Kiel (‘Magia de las Estrellas sobre Kiel’). Los fuegos artificiales, lanzados desde muelles y pontones en los astilleros de Howaldtswerke-Deutsche Werft, son visibles en toda la bahía de Kiel. A lo largo de la mañana se organizan juegos y sorteos, y los establecimientos culinarios se quedan abiertos hasta la noche.

## 2020
En 2020, debido a la pandemia mundial de COVID-19, la Semana de Kiel fue pospuesta en principio a septiembre, con la esperanza de que se pudiera celebrar en su formato habitual. Con el avance de la pandemia se decidió cancelar todos los actos festivos y eventos de carácter no deportivo. El enfoque de la fiesta ese año fue, por tanto, netamente deportivo, con la participación de los equipos nacionales que lograron acudir al evento a pesar de las limitaciones.